# Ray Swinfield
Raymond „Ray“ Swinfield (* 14. Dezember 1939 in Sydney; † 4. Oktober 2019) war  ein australischer, in England lebender Jazz- und Studiomusiker (Saxophone, Klarinette, Flöte. Komposition).

## Leben und Wirken
Swinfield besuchte die Homebush Boys High School in Sydney und arbeitete ab Mitte der 1960er-Jahre in Großbritannien u. a. mit Quincy Jones, Robert Farnon, Henry Mancini, Pat Williams, Ella Fitzgerald, The Beatles (Penny Lane, 1967), Phil Woods, Michel Legrand, Kiri Te Kanawa, Elf, Brian Auger, Barbara Moore,  Stéphane Grappelli, Johnny Mercer, Mel Tormé, Björk und J. J. Johnson. Er gehörte ferner dem Indo-British Ensemble (u. a. mit Kenny Wheeler), der David Lindup Big Band und dem John Dankworth Orchestra an.
Bereits 1962 hatte Swinfield noch in Australien den Song When You Find Your True Love geschrieben, der von Patsy Ann Noble interpretiert wurde; er veröffentlichte später eine Reihe von Kompositionen wie Sydney Suite, Rain Curtain, Caroline, Thinking On It und veröffentlichte mehrere Alben unter eigenem Namen, von denen einige vom Gramophone Jazz Journal als Album des Jahres ausgezeichnet wurden. Im Bereich des Jazz war er zwischen 1963 und 2002 an 46 Aufnahmesessions beteiligt. Swinfield lebte in London. Die Erkrankung an Parkinson zwang ihn, seine Musikerkarriere 2002 zu beenden; er starb Anfang Oktober 2019 an den Folgen einer Demenzerkrankung.

## Diskographische Hinweise
- One for Ray (Morgan, 1968)
- Rain Curtain (Piccadilly, 1980, mit Chris Laurence, John Aue, Art Morgan, Dick Abell, John Pearce)
- The Winged Cliff (Merlin, 1982)
- Angel Eyes (Wave Records, 1983)